# Montmorencyfallen

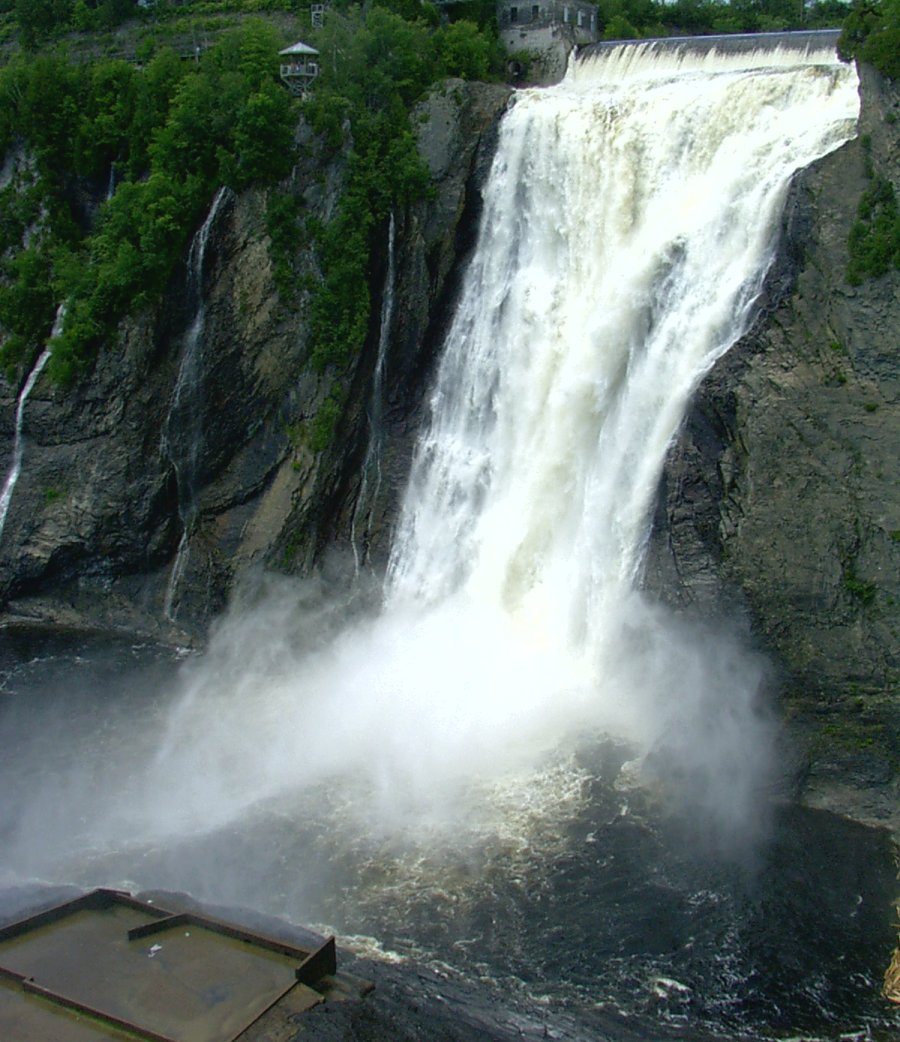
Montmorencyfallen på sommaren.

Montmorencyfallen (franska: Chute Montmorency) ligger 10 kilometer nordost om centrum i staden Québec i provinsen Québec i Kanada. Vattenfallen är med sin fallhöjd på 83 meter de högsta i provinsen och 30 meter högre än Niagarafallen. De ligger i slutet av Montmorencyfloden där floden faller nedför klipporna ned i Saint Lawrencefloden, mittemot Île d'Orléans. Vattenfallen fick sitt namn 1613 av Samuel de Champlain som döpte dem efter hertigen av Montmorency, som tjänstgjorde som vicekung i Nya Frankrike 1620-25.

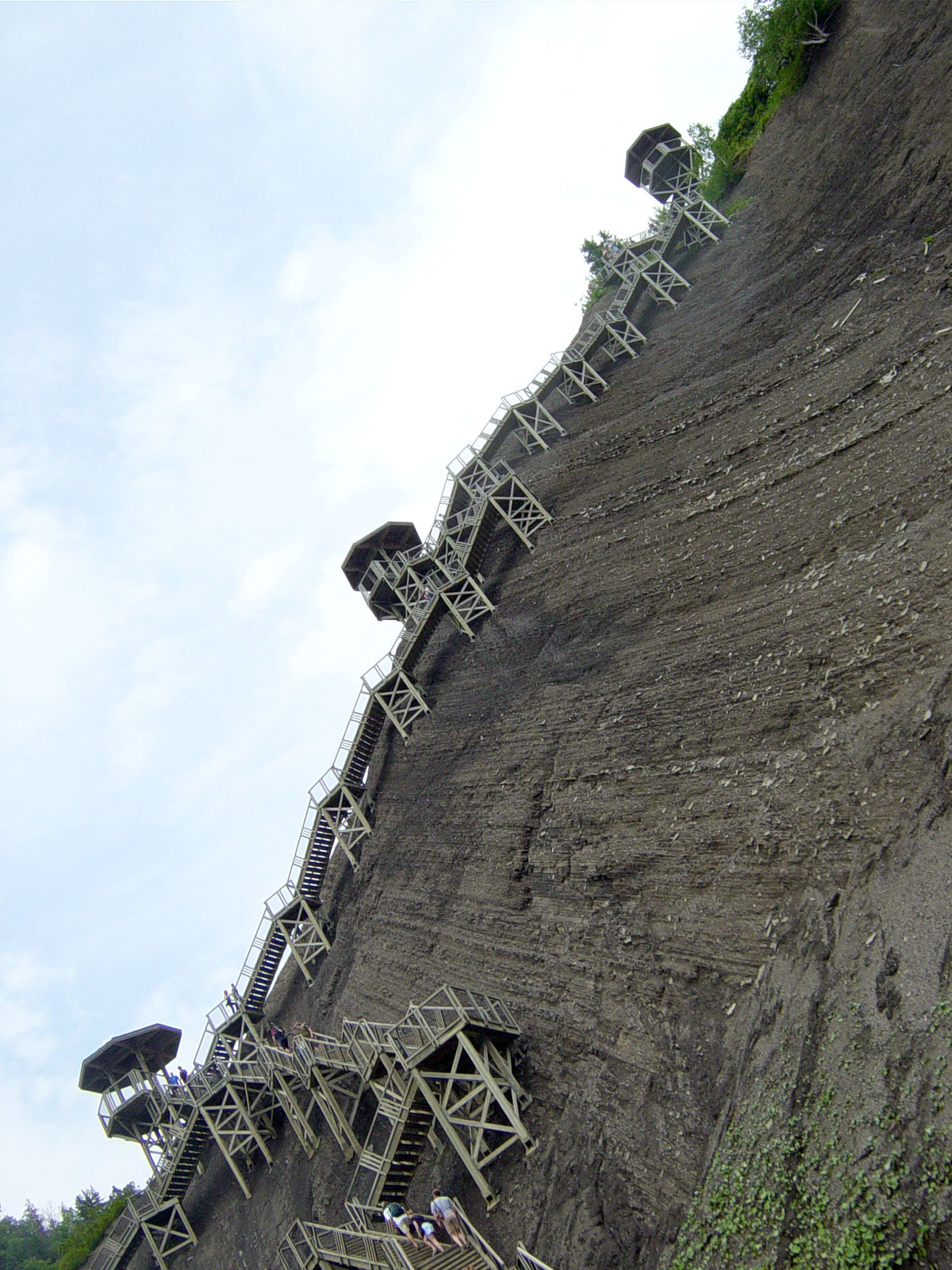
Trappor som leder besökarna till vattenfallen.

Fallen ligger i en park och långa trappor gör att besökare kan betrakta fallen ur olika vinklar. En hängbro gör att besökarna kan ta sig till parkens både delar samtidigt som det ger en spektakulär vy. Med en linbana kan besökarna snabbt ta sig mellan fallens övre och nedre delar. På somrarna hålls en internationell fyrverkerifestival intill fallen.
I parkens östra del finns återstoden av det fort som den brittiske generalen James Wolfe lät uppföra 1759. Hans landstigningsförsök nedför fallen slogs tillbaka av den franske generalen Louis-Joseph de Montcalm, vilket kostade engelsmännen 440 man. Senare, i slaget på Abrahams slätter, lyckades Wolfe överrumpla de Montcalm genom att klättra uppför klipporna och ta sig upp på Abrahams slätter.
Några kilometer norr om fallen byggs i januari varje år en av världens största isskulpturer i form av ett ishotell med 85 bäddar. I april brukar konstverket ha smält bort.